# Тепанеки
Тепанеки — древний народ Мексики, родственный чичимекам.
В начале XIV века тепанеки переселились с северного района современной Мексики в долину Мехико, а после распада чичимекской цивилизации — образовали своё собственное независимое государство со столицей в Аскапоцалько. В конце 20-х годов XV века, союзные войска ацтеков и города Тешкоко уничтожили тепанеков. Последний правитель попал в плен и был казнён.
До нашего времени дошли имена трёх правителей тепанеков:
- Акольнауак — нач. XIV в.
- Тесосомок — сер. XIV в. — нач. XV в.
- Макстла (Маштла) — 1427 г. — 1429 г.